# Pierre III d'Antioche
Pierre III, dit Pierre de Callinicum (ou Pierre de Callinique en français), fut le trente-neuvième patriarche d'Antioche selon le décompte de l'Église jacobite, consacré en 581, mort en 591.

## Carrière
Son prédécesseur, Paul le Noir, avait été excommunié par Jacques Baradée en 572 pour avoir signé un accord d'union avec l'Église byzantine, puis réintégré par le même en 575 mais rejeté par les Égyptiens, qui en 576 élurent comme patriarche d'Alexandrie Pierre IV, lequel excommunia Paul et son candidat pour Alexandrie, l'archimandrite Théodore. Jacques Baradée, condamnant d'abord le coup de force des Égyptiens, alla négocier à Alexandrie avec Pierre IV et abandonna Paul. Mais son revirement fut mal accepté en Syrie, où se produisit un schisme entre « Paulites » et « Jacobites ». En 578, Damien d'Alexandrie succéda à Pierre IV ; Jacques Baradée mourut le 30 juillet de cette année, en route pour l'Égypte pour rencontrer Damien. Celui-ci se rendit à Antioche pour sacrer un patriarche contre Paul le Noir, mais dénoncé aux autorités byzantines, il ne put mener à bien son projet. Un synode de réconciliation fut organisé en février 580, à Constantinople, par l'émir des Ghassanides, al-Mundhir, soutien des monophysites. Mais Damien, ignorant cette démarche, continua à mobiliser les opposants de Paul le Noir en Syrie, et en 581 il consacra Pierre de Callinicum patriarche d'Antioche à Alexandrie, alors que Paul était toujours vivant, à Constantinople.
Le nouveau patriarche était fils d'un certain Paul, de la ville de Callinicum. Il était venu à Alexandrie avec deux hommes savants, Probus (ou Proba) et l'archimandrite Jean Barbur. Les deux commencèrent par combattre la doctrine d'Étienne le Sophiste, un chrétien monophysite qui enseignait dans la ville, mais ils finirent par se rallier à lui, surtout Probus. Le patriarche Damien condamna leur doctrine, excommunia Étienne, qui passa dans l'Église melkite, et expulsa Probus et Jean Barbur d'Alexandrie. Ceux-ci regagnèrent la Syrie, où ils se mirent à propager leur doctrine dans l'Église jacobite. Elle consistait à dire qu'« il est impossible que subsiste la diversité de qualité naturelle de ce dont le Christ est fait sans (que subsistent en même temps) le nombre et la division des natures » ; autrement dit, si le Christ a une seule nature (monophysisme), alors il est impossible de distinguer en lui des qualités divines et des qualités humaines.
Pierre de Callinicum s'était installé dans le monastère de Gubbo Baroyo près de Mabboug (aucun patriarche jacobite n'a mis les pieds à Antioche entre 518 et 721). Il s'employa à rédiger une réfutation de la doctrine de Probus et de Jean Barbur : il tenta d'y démontrer, à l'aide des témoignages des Pères de l'Église, qu'« en vérité il subsiste, même après la pensée de l'union, la différence des natures dont le Christ est fait, sans (qu'on soit obligé d'admettre) le nombre et la division de ces mêmes natures » ; autrement dit, même s'il faut dire que le Christ a « une seule nature incarnée » (monophysisme), ça n'empêche pas le maintien en lui des qualités différentes des natures divine et humaine. Fondée sur la logique d'Aristote, la doctrine d'Étienne le Sophiste, reprise par Probus et Jean Barbur, forçait à choisir entre le monophysisme extrême et la reconnaissance de deux natures distinctes, selon le concile de Chalcédoine ; les patriarches Damien et Pierre de Callinicum rejetèrent l'alternative. En 584/585 ou 585/586, un synode tenu à Gubbo Baroyo condamne Probus et Jean Barbur. Désavoués, ceux-ci rejoignent avec leurs partisans l'Église melkite. Après la mort de Pierre de Callinicum, ils firent une ultime tentative de rallier à leurs idées leurs anciens coreligionnaires : en 595/596, avec l'appui du patriarche melkite Anastase Ier, ils organisèrent six mois de discussion avec des moines jacobites amenés de force à Antioche ; ils produisirent huit tomes d'arguments, et les moines répondirent par autant de tomes. Dépité de son échec, Probus s'en alla à Constantinople, et il y fut fait métropolite de Chalcédoine.
Mais vers 585, le patriarche Damien publia un traité contre le « trithéisme », une autre doctrine considérée comme hérétique qui s'était répandue parmi les monophysites. Pierre de Callinicum jugea que cet ouvrage allait trop loin dans le sens de l'unité de la Trinité et ressuscitait l'hérésie de Sabellius, voire la conception unitaire de Dieu des Juifs. Il composa un traité en trois livres Contre Damien, publié en 588 ou 589 (dont il reste une grande partie d'une traduction syriaque, car il fut écrit en grec : un très long morceau du livre II et la totalité du livre III). Cette querelle provoqua un schisme entre l'Église jacobite syrienne et l'Église copte, qui dura une trentaine d'années, jusque bien après la mort des protagonistes.
Le Contre Damien est un des plus anciens témoignages d'une méthode dialectique qui fit florès ensuite dans les Églises chrétiennes : citer des passages des textes de son adversaire et les confronter à ce qu'ont écrit les autorités reconnues de l'Église (Athanase d'Alexandrie, Basile de Césarée, Grégoire de Nazianze...) pour montrer qu'elles s'y opposent.

## Édition
- R. Y. Ebied, A. van Roey, L. R. Wickham (éd.), Petri Callicinensis Patriarchæ Antiocheni Tractatus contra Damianum, Corpus Christianorum Series Græca 29-32-35-54, Brepols, Turnhout, 1994-2004 (syriaque et anglais ; publication en « Series Græca » parce que c'est un texte originellement grec).